# Lost Tunes from the Vault
Lost Tunes from the Vault – kolejna składanka heavymetalowej grupy Grave Digger, zawierająca utwory z limitowanych edycji oraz covery. Wydana przez G.U.N. Records bez porozumienia z zespołem.

## Lista utworów
1. „My Life” – 5:09
2. „Dolphin's Cry” – 6:03
3. „Don't Bring Me Down” – 5:38
4. „Heavy Metal Breakdown” – 4:31
5. „Witch Hunter” – 3:15
6. „Headbanging Man” – 3:58
7. „Children of the Grave” (cover Black Sabbath) – 4:28
8. „Hellas Hellas” (Live) – 4:38
9. „Kill the King” (cover Rainbow) – 4:28
10. „Sin City” (cover AC/DC) – 4:12
11. „Parcival” – 5:01
12. „Starlight” (cover Accept) – 4:19
13. „We Rock” (cover Dio) – 4:14